# Novačka
Novačka falu Horvátországban Kapronca-Kőrös megyében. Közigazgatásilag Golához tartozik.

## Fekvése
Kaproncától 19 km-re keletre, községközpontjától 4  km-re délkeletre, a Dráva bal partján, közvetlenül a magyar határ mellett fekszik.

## Története
A falunak 1890-ben 714, 1910-ben 1340 lakosa volt. Trianonig Belovár-Kőrös vármegye Kaproncai járásához tartozott. 2001-ben a 396 lakosa volt.

## Külső hivatkozások
Gola község hivatalos oldala